# Antiche unità di misura italiane

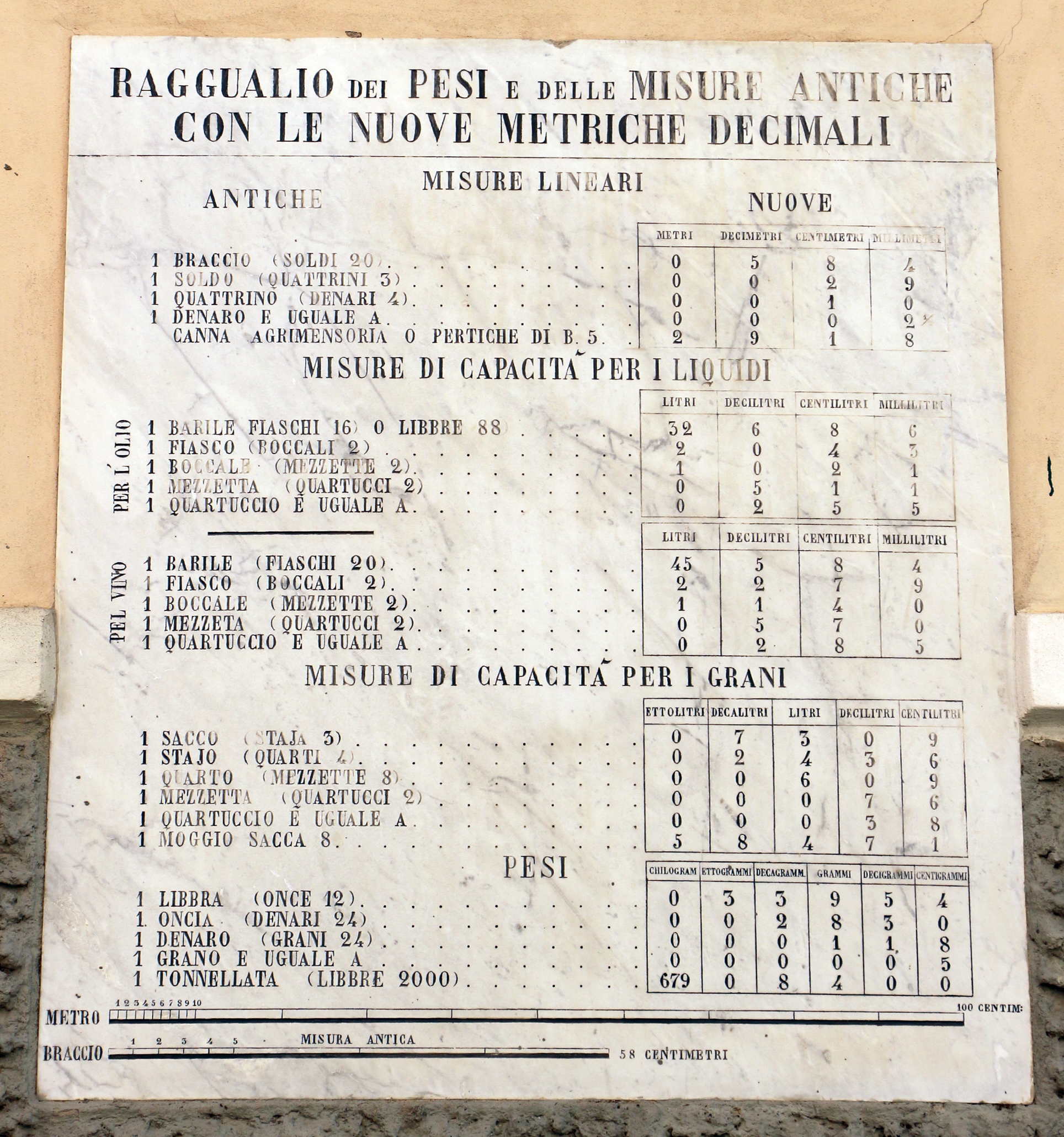
Tabella di conversione, restaurata ed esposta a Pomarance

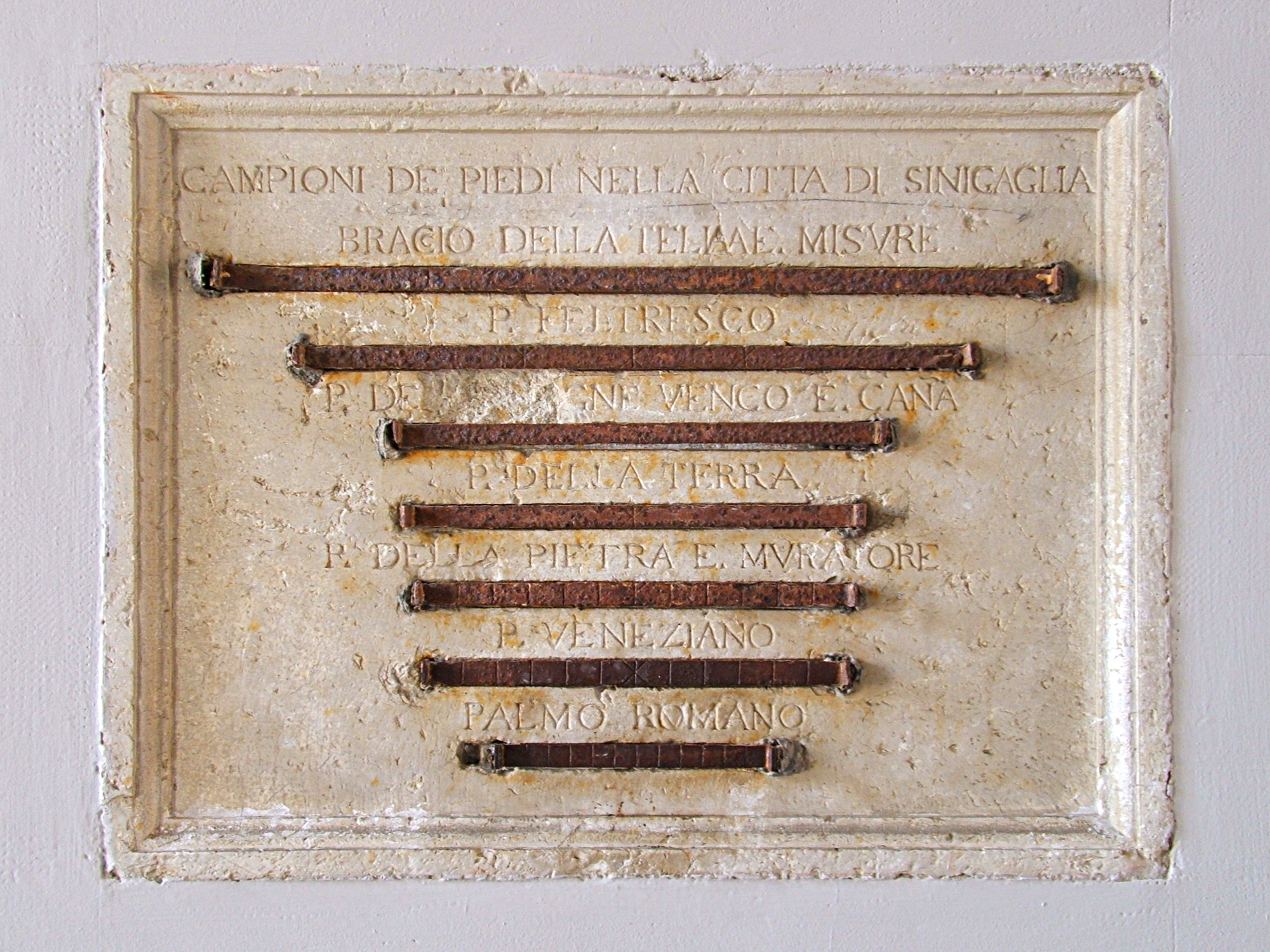
Campione di antiche misure, Senigallia.

Le antiche unità di misura italiane furono unità di misura locali in uso nel corso dei secoli nelle diverse zone del territorio italiano. Pur avendo spesso nomi simili, ebbero origini e valori molto diversi tra loro.
Fin dall'epoca comunale le diverse realtà locali realizzarono proprie unità di misura; nel corso dei secoli, le mutazioni di confini portarono a riunire sotto la stessa amministrazione unità di misura eterogenee con ovvie problematiche per dazi, tassazioni e commerci; rari e poco fruttuosi furono alcuni tentativi di unificazione delle unità di misura.
Nel corso del XIX secolo le unità di misura locali vennero progressivamente sostituite dal sistema metrico decimale.

## Ricostruire le antiche unità di misura e di peso

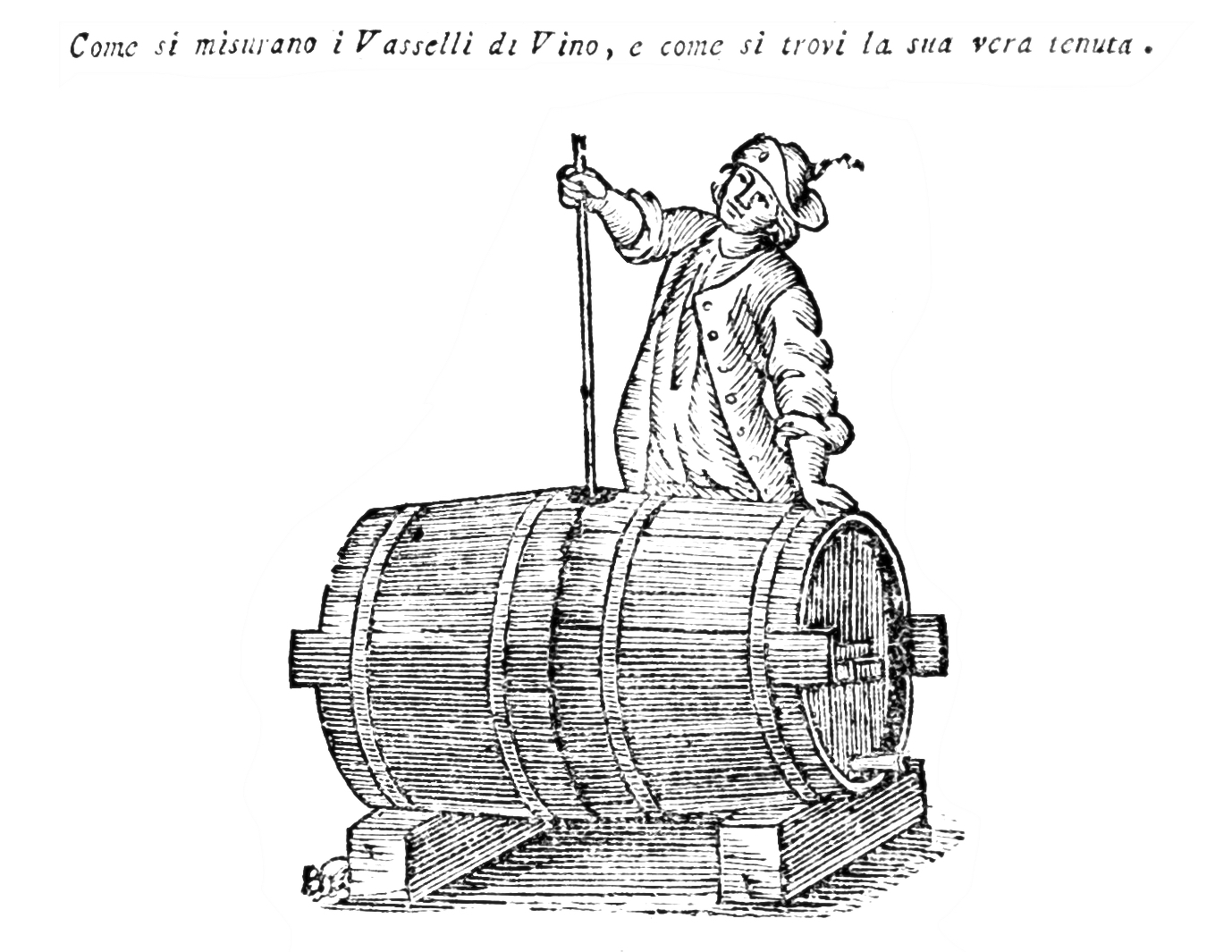
Misura delle botti nel milanese nel XVIII sec.

Anche dopo la caduta dell'Impero romano, in Italia le unità di misura romane continuarono ad essere utilizzate (anche se in alcuni caso furono affiancate da unità locali, come il versus in Campania).
Col passaggio del potere, nuove unità vennero introdotte. Alcuni studiosi indicano quattro funzioni del frazionamento delle unità di misura:
- il frazionamento del territorio diminuì i traffici e, di conseguenza, i confronti tra i campioni
- in molti luoghi l'opera di verifica delle misure venne assegnata dalle comunità, dietro pagamento, a privati che si interessarono principalmente alle relative riscossioni e non all'effettiva verifica
- intervennero alterazioni involontarie dovute all'usura e alla deformazione dei campioni
- nuove unità di misura vennero introdotte per l'apertura di nuove vie commerciali

Un evento fondamentale della storia delle misure medievali è dato dalle concessioni di diritti da parte di Federico Barbarossa a cominciare dal 1155 e culminata con la Dieta di Roncaglia. Dopo questa data molti comuni italiani cominciarono ad esercitare la propria giurisdizione sulle unità di misura, compresa la possibilità di modificarle.

### Unità e metodi di misura
La misura della superficie e la misura del grano

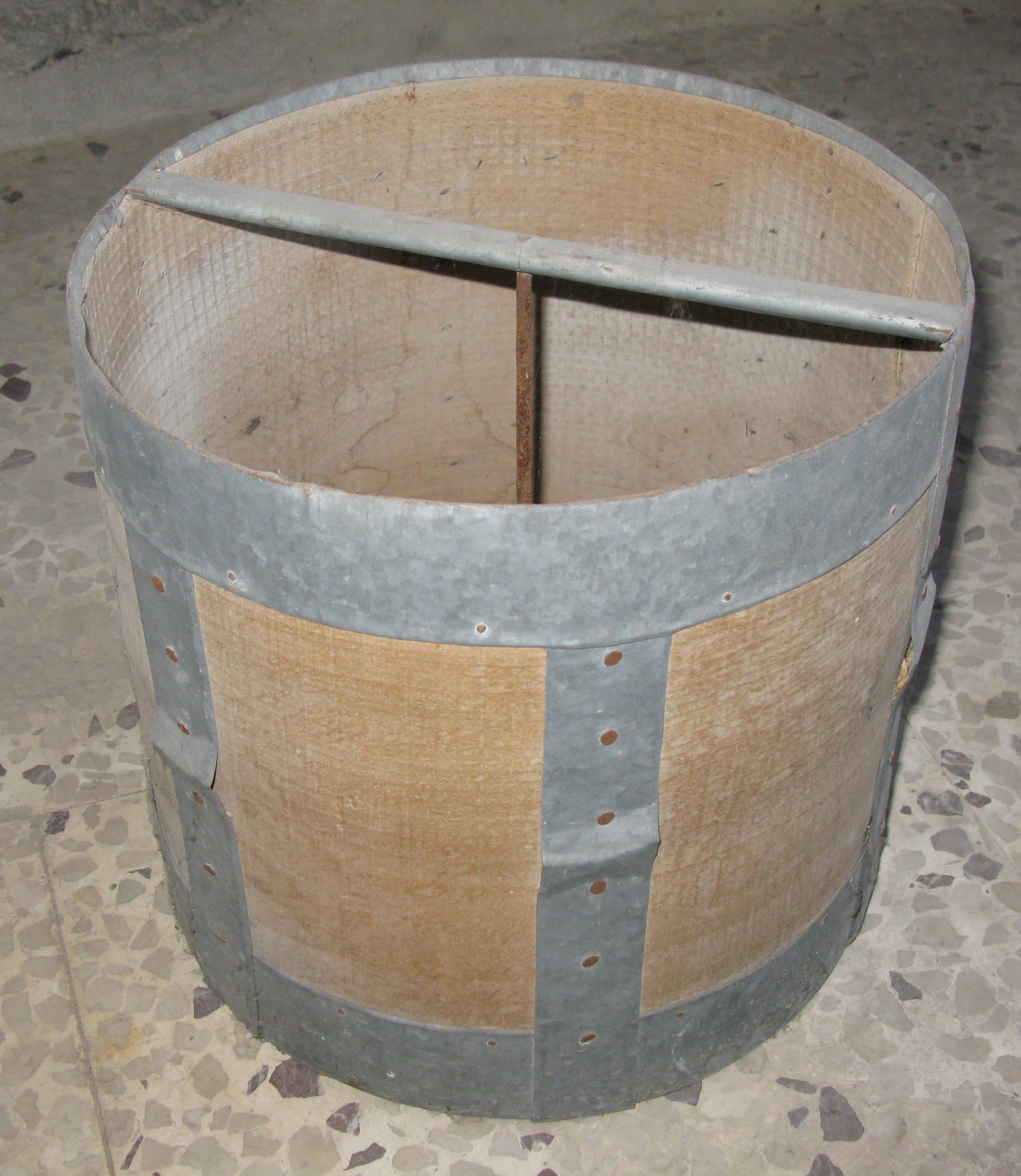
Tomolo siciliano, misura di capacità per il grano

In molti luoghi d'Europa l'unità di misura dell'estensione di terreno coltivata e l'unità di misura per il grano ebbero nomi identici o similari. La tendenza era di misurare un terreno in base alla quantità di grano utilizzato per la semina in modo da poterne valutare facilmente il valore. L'unità di superficie risultava perciò scarsamente legata alle unità di lunghezza, come nel caso di Ancona dove si usavano tre diverse some in relazione al tipo di terreno.
Stabilire l'effettivo valore delle unità di misura del grano è particolarmente arduo, perché il contenitore poteva essere riempito a raso (riempito e pareggiato con una rasiera rettilinea), a colmo (riempito fino a oltre il bordo superiore) o a rasiera tonda (riempito e pareggiato con una canna incurvata per mantenere parte del colmo). Inoltre per compattare il contenuto, alterando la misura, il contenitore veniva picchiato o percosso oppure si versava il grano da maggiore altezza.
La misura del pane
Il pane presentava diversi problemi per il controllo della vendita e per evitare le frodi. Un sistema adottato in diversi luoghi stabiliva un prezzo fisso per ogni pane, facendo variare il suo peso in relazione al prezzo della farina.
Ad esempio, a Milano nel XIV secolo era stabilita una corrispondenza esatta tra unità di volume e unità di peso per le farine, cioè uno staio di farina di grano (per il pane bianco) era pari a 16,5 libbre mentre uno staio di farina di segale e miglio (per il pane di mistura) era di 15 libbre. Per i pani di mistura, ognuno del valore di un denaro, la proporzione era semplice: se uno staio di farina di segale e miglio valeva 60 denari, anche 15 libbre di pane di mistura dovevano valere 60 denari e contenere 60 pani da un denaro, perciò ogni pane doveva pesare 7 once; se uno staio di farina valeva 48 denari, 15 libbre di pane dovevano valere 48 denari e ogni pane da un denaro doveva pesare 8,75 once.
Per il pane bianco si utilizzava lo stesso metodo, ma al valore della farina si aggiungeva un compenso per i panettieri, così come a Como.
La misure dell'olio
Considerata la variazione della densità dell'olio in funzione della temperatura, quasi ovunque si utilizzavano unità di peso per la misura dell'olio. Inoltre in caso di unità di volume immerse completamente nell'olio si considerava anche la parte che aderiva alle pareti esterne.

### Le pratiche di mercatura

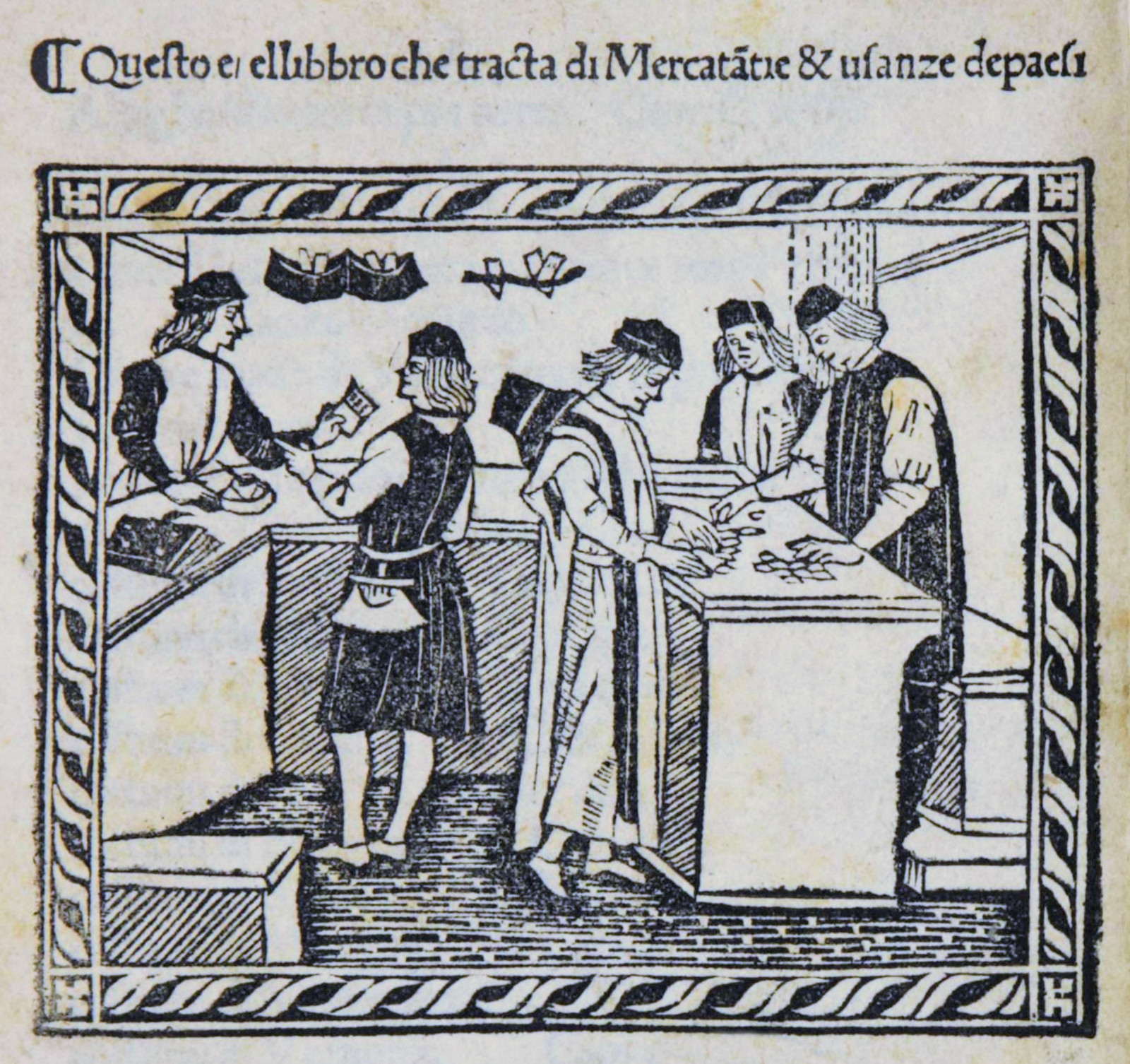
El libro de mercatantie et usanze de’ paesi (1497) di Giorgio Chiarini

Una delle principali fonti di informazioni sulle unità di misura in uso in Italia è data dalla informazioni raccolte dai mercanti che nelle varie epoche dovettero districarsi per le conversione tra unità diverse: dalle piccole guide manoscritte del XIV sec. fino alle opere in più complete e dettagliate del XVIII sec. alle quali si affiancarono alcuni testi di natura matematica.
Le fonti più antiche, dette pratiche di mercatura, risalgono al XIV sec. e furono create per l'istruzione dei commercianti, ma spesso contengono dati ripresi da opere precedenti. Questa stratificazione rende oggi complicata la datazione delle unità di misura indicate.
Il Libro di divisamenti di paesi e di misuri di mercatanzie e d'altre cose bisognevoli di sapere a mercatanti di diverse parti del mondo di Francesco Balducci Pegolotti, redatto attorno al 1340, è ritenuto una delle fonti più antiche. Altre fonti dei secoli XIV e XV sono lo Zibaldone da Canal e il Libro di gabelle, pesi e misure di più e diversi luoghi di Giovanni di Antonio da Uzzano.
El libro de mercatantie et usanze de’ paesi di Giorgio di Lorenzo Chiarini fu il primo di questo tipo di testi mercantili ad essere pubblicato a stampa e fu inserito integralmente anche nelle edizioni del 1494 e del 1523 della Summa de Arithmetica di Luca Pacioli.

### Le riforme
Nel corso dei secoli le norme che modificavano le unità di misura e di peso ebbero spesso poco seguito, perché si scontravano sia con l'interesse locale a mantenere privilegi e consuetudini locali consolidate sia con le consuetudini mercantili che avevano una notevole influenza.
L'inosservanza di nuove norme si verificò all'inizio del Seicento sia per la riforma nel Regno di Sicilia nel 1601 sia per la riforma nel Ducato di Milano nel 1604, entrambi stati legati al Regno di Spagna.
Con la riforma di misure e pesi nel Ducato di Savoia del 1612 furono pubblicate dettagliate tavole di ragguaglio per la corrispondenza tra le vecchie e le nuove unità di misura.
Nell'ultimo quarto del Settecento, nuovi interventi legislativi, grazie soprattutto allo studio sistematico delle unità esistenti, portarono alla raccolta di numerosi dati:
- nel 1781 a Milano si pubblicarono le tavole per l'unificazione del braccio milanese
- tra il 1781 e il 1782 nel Granducato di Toscana vennero unificate le unità di misura per la maggior parte del territorio
- tra il 1782 e il 1784 nello Stato pontificio Teodoro Bonati effettuò uno studio delle unità locali[24]

Nel 1787 a Napoli fu pubblicata una Memoria per richiedere l'unificazione delle unità di misura nel Regno, ma la riforma non avvenne prima del 1840.

## Il sistema metrico decimale in Italia

### L'epoca napoleonica
Per la realizzazione del nuovo sistema metrico decimale, nel 1798 in Francia venne organizzata una Commissione internazionale per la riforma dei pesi e delle misure, comprendente anche rappresentanti di territori soggetti alla conquista dell'esercito francese: Lorenzo Mascheroni per la Repubblica Cisalpina, Ambrogio Multedo per la Repubblica Ligure, Pietro Franchini per la Repubblica romana, Prospero Balbo (poi sostituito da Antonio Vassalli Eandi) per il Piemonte e Giovanni Fabbroni per la Toscana.
Alcuni di questi studiosi, tornati in patria, si dedicarono alla misurazione delle unità di misura e di peso in uso nel territorio, pubblicando tavole di conversione tra le vecchie e le nuove unità di misura. A queste tavole si aggiunsero poi le tavole pubblicate in modo ufficiale dalle diverse amministrazioni, prima repubbliche e poi regni.

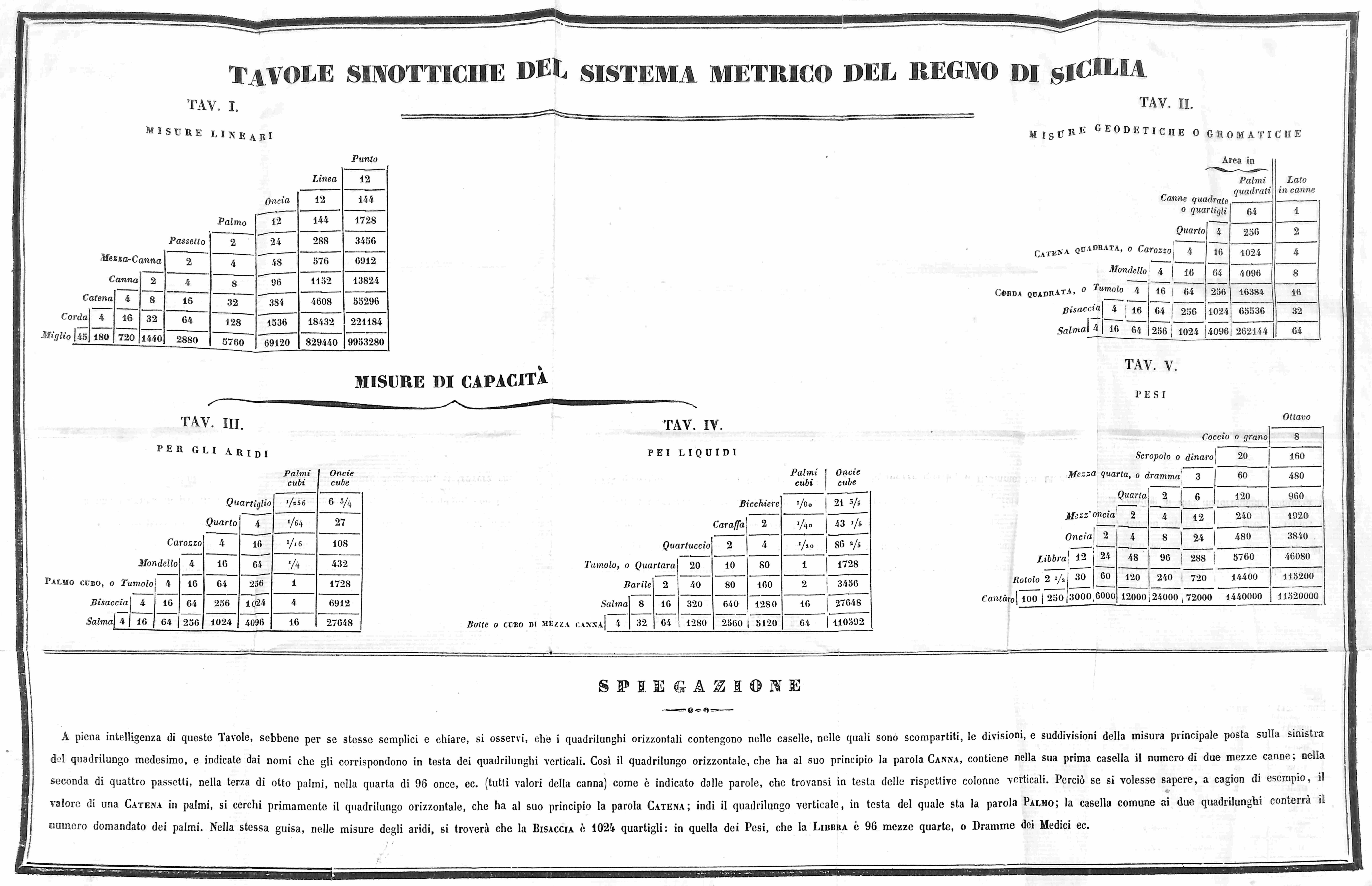
Tavole per la riforma attuata nel Regno di Sicilia nel 1809

Unica eccezione per il periodo è data nel 1809 dalla Sicilia, non soggetta ai francesi, dove fu stabilito di unificare le unità di misura senza utilizzare un sistema decimale, ma mediando tra le unità locali.

### La restaurazione
Dopo la sconfitta di Napoleone Bonaparte, con la restaurazione si ebbero altre riforme: nel 1818 nel Regno di Sardegna si introdusse un sistema derivato dal piede liprando; nel 1840 nel Regno delle Due Sicilie si stabilì l'adozione di un sistema basato sulle unità di misura di Napoli per tutti i territori, esclusa la Sicilia.
Durante la VI Riunione degli scienziati italiani, tenuta a Milano nel settembre 1844, le sezioni di Fisica e Matematica e di Agronomia e tecnologia nominarono una commissione per esaminare «i lavori diversi fatti sulla metrologia de' vari paesi d'Italia» per valutare le possibilità di unificare le unità di misura esistenti; la commissione era composta da Carlo Luciano Bonaparte, Gherardo Freschi, Bonajuto Paris Sanguinetti, Cosimo Ridolfi, Faustino Sanseverino, Luigi Serristori e Carlo Afan de Rivera per la sezione Agronomia e tecnologia e da Paolo Frisiani, Gian Alessandro Majocchi, Giulio Sarti e Giuseppe Cadolini per la sezione Fisica e matematica. Nella successiva riunione, tenuta a Napoli nell'ottobre del 1845, Giuseppe Cadolini presentò la relazione della commissione, in cui si proponeva l'adozione del sistema metrico decimale in tutti gli stati italiani, venne approvata dai partecipanti, con l'impegno ad utilizzare il sistema metrico decimale negli atti dei congressi.
Nel Regno di Sardegna con editto del 1º luglio 1844 venne stabilito l'uso del sistema metrico decimale nell'isola di Sardegna dal 1846, mantenendo alcune unità approssimate ai valori decimali; con editto dell'11 settembre 1845 venne stabilita l'adozione del nuovo sistema anche nei restanti territori di terraferma a partire dal 1º gennaio 1850, ma con legge del 6 gennaio 1850 il termine fu spostato al 1º aprile 1850 e dall'8 aprile il decreto del 1845 fu applicato anche alla Sardegna, unificando le norme all'intero Regno.
Con editto del 12 giugno 1849 il duca Francesco V stabilì l'adozione del sistema metrico decimale per gli stati estensi a partire dal 1º luglio 1850 ma, a causa di diversi problemi organizzativi, ebbe inizio una serie di rinvii: già a ottobre 1849 il termine fu spostato al 1º gennaio 1852; nel dicembre 1851 la riforma fu rinviata al 1853; nel dicembre 1852 fu stabilita l'adozione del nuovo sistema per la sola pubblica amministrazione dal 1853, lasciando altri tre anni ai privati; nel dicembre 1855 venne concesso però un ulteriore rinvio.

### L'unità d'Italia e le tavole del 1877
Nel neonato Regno d'Italia con legge del 28 luglio 1861 venne adottato definitivamente il sistema metrico decimale.
Solo nel 1877 fu possibile pubblicare le tavole relative alle unità di misura e di peso utilizzate precedentemente in tutti i territori del regno.
Codesta Commissione di Torino, coadiuvata dalle Giunte metriche e segnatamente da quelle di Palermo, Firenze, Milano, Parma, Napoli ed Ancona, si rivolse agli Istituti scientifici, alle Accademie, alle Amministrazioni governative e provinciali, ed ai Municipi per avere sicuri documenti intorno alla origine ed all'uso dei pesi e delle misure degli aboliti sistemi nelle diverse Provincie del Regno, ed ai procedimenti e calcoli coi quali, seguendo i dettami della scienza, da illustri Commissioni dei cessali Governi d'Italia, vennero determinati i principali ragguagli fondamentali degli antichi campioni di pesi e misure coi prototipi del sistema metrico decimale stabiliti nell'ultimo decennio del passato secolo dalla celebrata Commissione internazionale in Parigi.»
(Relazione fatta a Sua Maestà dal Ministro di Agricoltura, Industria e Commercio, 20 maggio 1877)
Si riportano le unità di misura e di peso secondo le suddivisioni territoriali dell'epoca, cioè in province e in circondari.
Per alcune zone sono disponibili anche informazioni relative agli Stati preunitari.
| Territorio                           | Dati preunitari                                                                                               | Tavole di ragguaglio del 1877                     | Tavole di ragguaglio del 1877                                     |
| Territorio                           | Dati preunitari                                                                                               | Provincia                                         | Circondari                                                        |
| ------------------------------------ | --- | ------------------------------------------------- | ----------------------------------------------------------------- |
| Province piemontesi                  | - Riforma nel Ducato di Savoia (1612) - Riforma nel Regno di Sardegna (1818)                                  | Alessandria                                       | Alessandria, Acqui, Asti, Casale Monferrato, Novi Ligure, Tortona |
| Province piemontesi                  | - Riforma nel Ducato di Savoia (1612) - Riforma nel Regno di Sardegna (1818)                                  | Cuneo                                             | Cuneo, Alba, Mondovì, Saluzzo                                     |
| Province piemontesi                  | - Riforma nel Ducato di Savoia (1612) - Riforma nel Regno di Sardegna (1818)                                  | Novara                                            | Novara, Biella, Ossola, Pallanza, Valsesia, Vercelli              |
| Province piemontesi                  | - Riforma nel Ducato di Savoia (1612) - Riforma nel Regno di Sardegna (1818)                                  | Torino                                            | Torino, Aosta, Ivrea, Pinerolo, Susa                              |
| Province liguri                      | | Genova                                            | Genova, Albenga, Chiavari, Savona, Levante                        |
| Province liguri                      | Porto Maurizio (Imperia)                                                                                      | Porto Maurizio, Sanremo                           |                                                                   |
| Province lombarde                    | - Informazioni fino al XVI secolo - Riforma nel Ducato di Milano (1604) - Riforma nel Ducato di Milano (1781) | Bergamo                                           | Bergamo, Clusone, Treviglio                                       |
| Province lombarde                    | - Informazioni fino al XVI secolo - Riforma nel Ducato di Milano (1604) - Riforma nel Ducato di Milano (1781) | Brescia                                           | Brescia, Breno, Chiari, Salò, Verolanuova                         |
| Province lombarde                    | - Informazioni fino al XVI secolo - Riforma nel Ducato di Milano (1604) - Riforma nel Ducato di Milano (1781) | Como                                              | Como, Lecco, Varese                                               |
| Province lombarde                    | - Informazioni fino al XVI secolo - Riforma nel Ducato di Milano (1604) - Riforma nel Ducato di Milano (1781) | Cremona                                           | Cremona, Casalmaggiore, Crema                                     |
| Province lombarde                    | - Informazioni fino al XVI secolo - Riforma nel Ducato di Milano (1604) - Riforma nel Ducato di Milano (1781) | Mantova                                           | Mantova                                                           |
| Province lombarde                    | - Informazioni fino al XVI secolo - Riforma nel Ducato di Milano (1604) - Riforma nel Ducato di Milano (1781) | Milano                                            | Milano, Abbiategrasso, Gallarate, Lodi, Monza                     |
| Province lombarde                    | - Informazioni fino al XVI secolo - Riforma nel Ducato di Milano (1604) - Riforma nel Ducato di Milano (1781) | Pavia                                             | Pavia, Bobbio, Lomellina, Voghera                                 |
| Province lombarde                    | - Informazioni fino al XVI secolo - Riforma nel Ducato di Milano (1604) - Riforma nel Ducato di Milano (1781) | Sondrio                                           | Sondrio                                                           |
| Province venete                      | | Belluno                                           |                                                                   |
| Province venete                      | Padova |                                                   |                                                                   |
| Province venete                      | Rovigo |                                                   |                                                                   |
| Province venete                      | Treviso |                                                   |                                                                   |
| Province venete                      | Udine |                                                   |                                                                   |
| Province venete                      | Venezia |                                                   |                                                                   |
| Province venete                      | Verona |                                                   |                                                                   |
| Province venete                      | Vicenza |                                                   |                                                                   |
| Emilia e Romagna                     | | Bologna                                           | Bologna, Imola, Vergato                                           |
| Emilia e Romagna                     | Ferrara | Ferrara, Cento, Comacchio                         |                                                                   |
| Emilia e Romagna                     | Forlì | Forlì, Cesena, Rimini                             |                                                                   |
| Emilia e Romagna                     | Modena | Modena, Mirandola, Pavullo nel Frignano           |                                                                   |
| Emilia e Romagna                     | Parma | Parma, Borgo San Donnino, Borgotaro               |                                                                   |
| Emilia e Romagna                     | Piacenza | Piacenza, Fiorenzuola                             |                                                                   |
| Emilia e Romagna                     | Ravenna | Ravenna, Faenza, Lugo                             |                                                                   |
| Emilia e Romagna                     | Reggio nell'Emilia                                                                                            | Reggio nell'Emilia, Guastalla                     |                                                                   |
| Province toscane (*)                 | - Informazioni fino al XVI secolo - Riforme nel Granducato di Toscana (1781-1782)                             | Arezzo                                            | Arezzo                                                            |
| Province toscane (*)                 | - Informazioni fino al XVI secolo - Riforme nel Granducato di Toscana (1781-1782)                             | Firenze                                           | Firenze, Pistoia, Rocca San Casciano, San Miniato                 |
| Province toscane (*)                 | - Informazioni fino al XVI secolo - Riforme nel Granducato di Toscana (1781-1782)                             | Grosseto                                          | Grosseto                                                          |
| Province toscane (*)                 | - Informazioni fino al XVI secolo - Riforme nel Granducato di Toscana (1781-1782)                             | Livorno                                           | Livorno, Isola d'Elba                                             |
| Province toscane (*)                 | - Informazioni fino al XVI secolo - Riforme nel Granducato di Toscana (1781-1782)                             | Lucca                                             | Lucca                                                             |
| Province toscane (*)                 | - Informazioni fino al XVI secolo - Riforme nel Granducato di Toscana (1781-1782)                             | Massa                                             | Massa, Castelnuovo di Garfagnana, Pontremoli                      |
| Province toscane (*)                 | - Informazioni fino al XVI secolo - Riforme nel Granducato di Toscana (1781-1782)                             | Pisa                                              | Pisa, Volterra                                                    |
| Province toscane (*)                 | - Informazioni fino al XVI secolo - Riforme nel Granducato di Toscana (1781-1782)                             | Siena                                             | Siena, Montepulciano                                              |
| Italia centrale                      | | Ancona                                            | Ancona                                                            |
| Italia centrale                      | Ascoli Piceno                                                                                                 | Ascoli Piceno, Fermo                              |                                                                   |
| Italia centrale                      | Macerata | Macerata, Camerino                                |                                                                   |
| Italia centrale                      | Perugia | Perugia, Foligno, Orvieto, Rieti, Spoleto, Terni  |                                                                   |
| Italia centrale                      | Pesaro | Pesaro, Urbino                                    |                                                                   |
| Italia centrale                      | Roma | Roma, Civitavecchia, Frosinone, Velletri, Viterbo |                                                                   |
| Province napoletane                  | - Riforma in Sicilia Citeriore (1840)                                                                         | Aquila degli Abruzzi                              | Aquila degli Abruzzi, Avezzano, Cittaducale, Solmona              |
| Province napoletane                  | - Riforma in Sicilia Citeriore (1840)                                                                         | Avellino                                          | Avellino, Ariano di Puglia, Sant'Angelo dei Lombardi              |
| Province napoletane                  | - Riforma in Sicilia Citeriore (1840)                                                                         | Bari delle Puglie                                 | Bari delle Puglie, Altamura, Barletta                             |
| Province napoletane                  | - Riforma in Sicilia Citeriore (1840)                                                                         | Benevento                                         | Benevento, Cerreto Sannita, San Bartolomeo in Galdo               |
| Province napoletane                  | - Riforma in Sicilia Citeriore (1840)                                                                         | Campobasso                                        | Campobasso, Isernia, Larino                                       |
| Province napoletane                  | - Riforma in Sicilia Citeriore (1840)                                                                         | Caserta                                           | Caserta, Gaeta, Nola, Piedimonte d'Alife, Sora                    |
| Province napoletane                  | - Riforma in Sicilia Citeriore (1840)                                                                         | Catanzaro                                         | Catanzaro, Crotone, Monteleone, Nicastro                          |
| Province napoletane                  | - Riforma in Sicilia Citeriore (1840)                                                                         | Chieti                                            | Chieti, Lanciano, Vasto                                           |
| Province napoletane                  | - Riforma in Sicilia Citeriore (1840)                                                                         | Cosenza                                           | Cosenza, Castrovillari, Paola, Rossano                            |
| Province napoletane                  | - Riforma in Sicilia Citeriore (1840)                                                                         | Foggia                                            | Foggia, Bovino, San Severo                                        |
| Province napoletane                  | - Riforma in Sicilia Citeriore (1840)                                                                         | Lecce                                             | Lecce, Brindisi, Gallipoli, Taranto                               |
| Province napoletane                  | - Riforma in Sicilia Citeriore (1840)                                                                         | Napoli                                            | Napoli, Casoria, Castellammare di Stabia, Pozzuoli                |
| Province napoletane                  | - Riforma in Sicilia Citeriore (1840)                                                                         | Potenza                                           | Potenza, Lagonegro, Matera, Melfi                                 |
| Province napoletane                  | - Riforma in Sicilia Citeriore (1840)                                                                         | Reggio di Calabria                                | Reggio di Calabria, Gerace, Palmi                                 |
| Province napoletane                  | - Riforma in Sicilia Citeriore (1840)                                                                         | Salerno                                           | Salerno, Campagna, Sala Consilina, Vallo della Lucania            |
| Province napoletane                  | - Riforma in Sicilia Citeriore (1840)                                                                         | Teramo                                            | Teramo, Penne                                                     |
| Province della Sicilia               | - Informazioni fino al XVI secolo - Riforma in Sicilia (1601) - Riforma in Sicilia (1809)                     | Caltanissetta                                     | Caltanissetta, Piazza Armerina, Terranova di Sicilia              |
| Province della Sicilia               | - Informazioni fino al XVI secolo - Riforma in Sicilia (1601) - Riforma in Sicilia (1809)                     | Catania                                           | Catania, Acireale, Caltagirone, Nicosia                           |
| Province della Sicilia               | - Informazioni fino al XVI secolo - Riforma in Sicilia (1601) - Riforma in Sicilia (1809)                     | Girgenti (Agrigento)                              | Girgenti, Bivona, Sciacca                                         |
| Province della Sicilia               | - Informazioni fino al XVI secolo - Riforma in Sicilia (1601) - Riforma in Sicilia (1809)                     | Messina                                           | Messina, Castroreale, Mistretta, Patti                            |
| Province della Sicilia               | - Informazioni fino al XVI secolo - Riforma in Sicilia (1601) - Riforma in Sicilia (1809)                     | Palermo                                           | Palermo, Cefalù, Corleone, Termini Imerese                        |
| Province della Sicilia               | - Informazioni fino al XVI secolo - Riforma in Sicilia (1601) - Riforma in Sicilia (1809)                     | Siracusa                                          | Siracusa, Modica, Noto                                            |
| Province della Sicilia               | - Informazioni fino al XVI secolo - Riforma in Sicilia (1601) - Riforma in Sicilia (1809)                     | Trapani                                           | Trapani, Alcamo, Mazara del Vallo                                 |
| Sardegna                             | | Cagliari                                          |                                                                   |
| Sardegna                             | Sassari |                                                   |                                                                   |
| Altri territori non inclusi nel 1877 | | Dipartimento dell'Alto Adige (1811)               |                                                                   |
| Altri territori non inclusi nel 1877 | Gorizia |                                                   |                                                                   |
| Altri territori non inclusi nel 1877 | Trieste |                                                   |                                                                   |

(*) A causa del metodo di misurazione utilizzato, le tavole realizzate nel 1808 per la Toscana vennero considerate non affidabili; per le tavole del 1877, a causa della mancanza di campioni autentici, venne stabilito di utilizzare i valori del 1808 approssimati.

### Altre tabelle
- Unità di misura della Basilicata
- Unità di misura storiche della Sicilia

## Utilizzi attuali
Queste tavole ufficiali, alle quali si aggiungono usi e consuetudini delle diverse località, possono avere rilevanza giuridica; ad esempio, le Camere di Commercio hanno il dovere di registrare tutti gli usi di una data piazza commerciale, comprese le unità di misura consuetudinarie per alcuni negozi giuridici. Per essere giuridicamente valido, il riferimento a queste misure dev'essere convenzionale, le parti debbono cioè attribuire il medesimo valore all'unità di misura adottata; in caso di dubbio sulla precisa consistenza del valore metrico, possono giovare le relazioni (storiche) peritali, in genere basate sull'esperienza professionale o sulle registrazioni camerali.
La conoscenza delle misure di riferimento locale si rivela inoltre estremamente vantaggiosa quando si debbano estrapolare dati metrici da contratti o comunque atti redatti prima della venuta ad obsolescenza di tali riferimenti; il caso, invero, non è infrequente soprattutto in materia di diritto immobiliare, come si verificò copiosamente quando negli anni trenta si procedette alla liquidazione degli usi civici o quando, nel dopoguerra, si diede attuazione alla riforma del Catasto.
In Italia dal 1982 il Sistema Internazionale è il sistema legale di misura da adoperarsi obbligatoriamente. Dal 31 dicembre 2009 l'uso di tutte le unità di misura non comprese nel Sistema Internazionale è vietato, ad esclusione di alcuni settori specifici (navigazione marittima e aerea, traffico ferroviario).